# Rosencrantz i Guildenstern nie żyją (film)
Rosencrantz i Guildenstern nie żyją (ang. Rosencrantz & Guildenstern Are Dead) – brytyjsko-amerykański komediodramat z 1990 roku w reżyserii Toma Stopparda, nakręcony na podstawie jego własnej sztuki o tym samym tytule.

## Fabuła i interpretacje
W filmie opowiedziana jest historia dwóch postaci z tragedii Williama Szekspira Hamlet: Rosencrantza i Guildensterna. Reżyser tworzy wariację na temat sztuki Szekspira, rozwijając życiorysy wspomnianych bohaterów. Najważniejsze punkty dramatu ukazane są we fragmentach i wpisane w życiorysy Rosencrantza i Guildensterna. Sceny z oryginału są prezentowane w różnoraki sposób, z użyciem środków wyrazu zaczerpniętych z pantomimy, teatru cieni, czy kukiełek. Reżyser wyszedł z założenia, że odbiorca dobrze zna dzieło Szekspira i potrafi swobodnie łączyć ukazane w ten zróżnicowany i nie powiązany ze sobą sposób elementy. Dzieło analizowane było z różnych pozycji: teatru absurdu, tradycji egzystencjalnej, becketowskiej (np. Czekając na Godota), pirandellowskiej (np. Sześć postaci scenicznych w poszukiwaniu autora), jak również porównywano je do poematu Pieśń miłosna J. Alfreda Prufrocka autorstwa T. S. Eliota.
Dzieło jest przede wszystkim dramatem słowa, co powoduje, że dekoracje są skromne. Praca kamery jest zróżnicowana, zdarzają się m.in. sceny zwolnione lub przyspieszone.
Tytułowa para to osoby wzajemnie się uzupełniające, mylona wzajemnie przez otoczenie, skazana na siebie. Obaj nie są czasem pewni, kto jest kim, co może nasuwać podejrzenie, że stanowią jedną osobę, a ich dialogi, to rozmowy wewnętrzne. Próbowano ich interpretować jako lewą i prawą półkulę mózgową (Rosencrantz reprezentowałby w tej wykładni półkulę prawą). Ciągle ocierają się o prawdę o świecie, ale nie mogą jej poznać do końca. Świat jest dla nich niejasnym zbiorem przypadków, bez powiązań przyczynowo-skutkowych. Wiją się w tym świecie odnajdując się w sytuacjach, których zupełnie nie kontrolują. Ich główne zadanie, czyli wykrycie przyczyny przemiany Hamleta, nie ma znaczenia, na nic nie wpływa, wszystko jest już zapisane wcześniej (świadczą o tym latające często kartki z tekstem scenariusza lub sztuki). Podjęcie decyzji o działaniu przynosi szkodę. Mimo że bohaterowie chcieli pomóc Hamletowi, to ostatecznie przyprowadzają go do śmierci. Dobro zamienia się łatwo w zło, dobre chęci w klęskę. Do końca nie zyskują pełnej świadomości swych działań i motywacji, a podróż kończą kwestią: "Następnym razem rozegramy to lepiej".
Rosencrantz i Guildenstern kręcą się w kadrach bez skrystalizowanych wskazówek, wiecznie czekając na jakieś wskazówki lub wyjaśnienia. Cały ich świat, to świat pytań. Ich imiona, tłumaczone jako Różany Wieniec i Złota Gwiazda, nawiązują do średniowiecznych kół wolnomularskich, posiadaczy wiedzy tajemnej. Rosencrantz to alternatywa dla nazwiska Christian Rosencreutz, który był symboliczną postacią gnostycznej szkoły różokrzyżowców.

## Produkcja
Zdjęcia kręcono na terenie Chorwacji (Zagrzeb) i Słowenii (zamek Brežice).

## Nagroda
Jest to pierwszy i jedyny film wyreżyserowany przez Stopparda. Obraz przyniósł mu główną nagrodę Złotego Lwa na 47. MFF w Wenecji.